# Szankció
A szankció törvényszabta, illetve társadalmi következmény.

## Jogi szankció
A szankció a jogszabály három fő szerkezeti elemének egyike, a tényállás megvalósításának jogkövetkezménye. Két fő fajtája a pozitív és a negatív szankció. A negatív szankció a jogsértő számára hátrányt helyez kilátásba, míg a pozitív szankció jutalmat ígér a jogszerű magatartás tanúsításáért. Negatív szankció lehet például a büntetés, míg pozitív lehet a kitüntetés.

A mai jogrendszerekben a jogszabályok túlnyomó többsége szankcióval van ellátva, a szankció a jog érvényesülésének legáltalánosabb látható tényezője. Előfordul azonban, hogy a jogszabály három hagyományos szerkezeti eleméből csak az első kettőt, a hipotézist és a diszpozíciót tartalmaz egy adott jogtétel, míg a szankció más jogszabályban, vagy akár másik jogágban található meg.

A jogtudományban ismeretes a jogszabályok szankciók szerinti csoportosítása is, a büntetőjogi és a polgári jogi érvénytelenségi szankciók alkalmazása alapján. A szankciók súlyossága szerint az alábbi csoportok állíthatók fel:
- lex plus quam perfecta – olyan jogszabály, amellyel ellentétes magatartás nemcsak érvénytelen, de büntetendő is
- lex perfecta – az a jogszabály, mely megsértésének jogkövetkezménye csak polgári jogi érvénytelenség
- lex minus quam perfecta – a jogszabállyal ellentétes magatartás polgári jogilag érvényes, de büntetendő
- lex imperfecta – az olyan jogszabály, amelyhez sem polgári jogi, sem büntetőjogi szankció nem fűződik.

Hogy a hatékony szankció jogintézménye szervezett jogérvényesítés legyen, minden jogalanyra kölcsönösen kiterjedjen és méltányos jogot képviseljen, mindezek helyesjogi követelmények.

## Szociális szankció
A büntetéssel és a jutalommal szembeállíthatók a jogérvényesülésnek olyan biztosítékai, amelyek nem a jog rendelkezései alapján állanak fenn, hanem attól függetlenül; ilyenek elsősorban a különböző etikai és szociológiai tényezők: történeti tradíciók, társadalmi tekintély, társadalmi vagy jogi állásból fakadó kényszerhelyzet, vallási meggyőződés stb., melyeknek kényszerére főleg a magasabb rendű jogszabályok érvényesülése támaszkodik.

A szankció a társadalom reakciója az egyén fontos helyzetekben tanúsított magatartására. Célja a társadalmi konformitás biztosítása. A szankció szavakban, gesztusokban, ritkábban fizikai kényszerben megnyilvánuló ráhatás. Hatóereje az egyén félelmében van, hogy a közösségi kapcsolatokból kirekesztődik. A paraszttársadalomban a morális szankciók által érvényesített magatartás gyakran különbözik a törvényes karhatalommal szentesített magatartási szabályoktól. Ellentétben a köznyelvi használattal, a szankció nemcsak negatív, de pozitív is lehet, a csoport részéről a tagok viselkedésére válaszul érkező pozitív reakció. A szankció a társadalmi ellenőrzés fontos eszköze. Megnyilvánulási formái: csúfolás, kiközösítés, kinézés, közvéleménybüntetés, megszólás.